# Yul Vazquez
Pour les articles homonymes, voir Vazquez.
Yul Vazquez, né le 18 mars 1965 à La Havane (Cuba), est un acteur américano-cubain.

## Biographie
Yul Vazquez est né le 18 mars 1965 à La Havane (Cuba). Avant de commencer sa carrière d'acteur, il est guitariste dans le groupe Urgent and Diving For Pearl.

### Vie privée
Il est en couple avec l'actrice américaine Linda Larkin depuis 2001. Ils se marient le 18 mai 2002.

## Carrière
L'acteur commence sa carrière en 1992 au cinéma dans le film d'Arne Glimcher : Les mambo kings. Puis à la télévision la même année dans la série de Steven Spielberg Les contes de la crypte. Il retrouve d'ailleurs le réalisateur pour les films La Guerre des mondes (2005).
En 1999, il tourne avec Julia Roberts et Richard Gere dans la comédie romantique Just Married (ou presque).
Vazquez a joué plusieurs sous la direction dans différents de plusieurs réalisateurs : 3 fois avec Brad Furman (The Take, Players et Infiltrator), 3 fois avec Steven Soderbergh (Traffic, Che - 1ère partie - L'Argentin et Che - 2ème partie - Guerilla) et 3 fois avec Noah Buschel (The Missing Person, Glass Chin et The Phenom).
Entre 2000 et 2002, il prête sa voix à la série d’animation Courage le chien froussard, mais on peut le voir sur le petit écran dans Big Apple, Sex and the City et Les Soprano.
En 2003, il joue le rôle du Détective Matteo Reyes dans Bad Boys 2 de Michael Bay aux côtés de Will Smith et Martin Lawrence. Puis deux ans plus tard dans La Guerre des Mondes.
En 2007, on le peut le voir dans American Gangster de Ridley Scott.
En 2010, il joue dans L'Agence tous risques avec Liam Neeson et dans un épisode de New York - Unité spéciale (il revient lors d'un nouvel épisode en 2013, avec un rôle différent).
Entre 2011 et 2013, il joue dans un, ou, plusieurs épisodes des séries Louie, The Good Wife, Magic City et Treme, ainsi que le film Capitaine Phillips de Paul Greengrass, six fois nommé aux Oscars. 
En 2014, il tourne dans Secret d'État avec Jeremy Renner, réalisé par Michael Cuesta (avec qui il avait déjà joué dans le téléfilm Babylon Fields la même année). L'année suivante il joue dans The Cobbler avec Adam Sandler, Dustin Hoffman et Steve Buscemi.
Entre 2016 et 2017, il joue dans Bloodline, ainsi que les films Infiltrator, Les Mémoires d'un assassin international et The Phenom. Puis il enchaîne avec des rôles dans Divorce (jusqu'en 2018), Elementary,Madam Secretary et Midnight, Texas.
En 2018, on le retrouve au cinéma dans les films Last Flag Flying : La Dernière Tournée de Richard Linklater et Gringo de Nash Edgerton, ainsi qu'à la télévision lors d'un épisode de FBI, Narcos : Mexico et SEAL Team.
En 2019, il fait partie de la distribution de Poupée russe et I Am the Night.
En 2020, il retrouve Jason Bateman (après le film Son ex et moi) pour la série The Outsider.

## Filmographie

### Cinéma

#### Longs métrages

##### Années 1990
- 1992 : Les mambo kings (The Mambo Kings) d'Arne Glimcher : Flaco
- 1993 : Fly by Night de Steve Gomer : Sam
- 1993 : Night Owl de Jeffrey Arsenault : Tomas
- 1994 : Fresh de Boaz Yakin : Chillie
- 1995 : Somebody to Love d'Alexandre Rockwell : Un serveur
- 1995 : Meurtre en suspens (Nick of Time) de John Badham : Gustino
- 1998 : The Last Big Thing de Dan Zukovic : Un journaliste
- 1999 : Just married (ou presque) (Runaway Bride) de Garry Marshall : Gill Chavez
- 1999 : Man of the Century d'Adam Abraham : Un artiste

##### Années 2000
- 2001 : Traffic de Steven Soderbergh : L'instructeur français
- 2001 : Mais qui a tué Mona ? (Drowning Mona) de Nick Gomez : Tigrillo
- 2002 : The Adventures of Tom Thumb & Thumbelina de Glenn Chaika (voix)
- 2003 : Bad Boys 2 de Michael Bay : Matteo Reyes
- 2005 : La Guerre des Mondes de Steven Spielberg : Julio
- 2005 : The F Word de Jed Weintrob : Luis
- 2006 : Things That Hang from Trees d'Ido Mizrahy : Juan Lopez
- 2007 : American Gangster de Ridley Scott : Alfonse Abruzzo
- 2007 : Music Within de Steven Sawalich : Mike Stoltz
- 2007 : Southern Gothic de Mark Young : Hazel Fortune
- 2007 : The Take de Brad Furman : Marco Ruiz
- 2007 : The Box d'A.J Kparr : Finn Williams
- 2008 : Anamorph de Henry S. Miller : Jorge "George" Ruiz
- 2008 : Son ex et moi (Fast Track) de Jesse Peretz : Paco
- 2008 : The Marconi Bros. de Michael Canzoniero et Marco Ricci : Sonny Venice
- 2009 : Che - 1ère partie - L'Argentin (Che : Part One) de Steven Soderbergh : Alejandro Ramírez
- 2009 : Che - 2ème partie - Guerilla (Che : Part Two) de Steven Soderbergh : Alejandro Ramírez
- 2009 : The Missing Person de Noah Buschel : Don Edgar

##### Années 2010
- 2010 : L'Agence tous risques de Joe Carnahan : Général Javier Tuco
- 2010 : Mon beau-père et nous (Little Fockers) de Paul Weitz : Junior
- 2011 : Beware the Gonzo de Bryan Goluboff : Charlie Ronald
- 2011 : Amigo de John Sayles : Père Hidalgo
- 2011 : Salvation Boulevard de George Ratliff : Jorge Guzman de Vaca
- 2013 : Capitaine Phillips de Paul Greengrass : le capitaine Frank Castellano
- 2013 : Blood Ties de Guillaume Canet : Fabio de Soto
- 2013 : Players de Brad Furman : Délégué Herrera
- 2014 : Secret d'État (Kill the Messenger) de Michael Cuesta : Danilo Blandon
- 2014 : Time Out of Mind d'Oren Moverman : Raoul
- 2014 : Take Care de Liz Tuccillo : Le médecin
- 2014 : Rob the Mob de Raymond De Felitta : Vinny Gorgeous
- 2014 : Fugly ! d'Alfredo Rodriguez de Villa : Ray
- 2015 : Anesthesia de Tim Blake Nelson : Dr Barnes
- 2015 : Glass Chin de Noah Buschel : Roberto Flash
- 2015 : The Cobbler de Tom McCarthy : Marsha
- 2016 : Infiltrator (The Infiltrator) de Brad Furman : Javier Ospina
- 2016 : The Phenom de Noah Buschel : Eddie Soler
- 2016 : Les Mémoires d'un assassin international de Jeff Wadlow : Général Ruiz
- 2017 : Crown Heights de Matt Ruskin : Commissaire Rafello
- 2017 : 1 Mile to You de Leif Tilden : Mr Sickle
- 2018 : Last Flag Flying : La Dernière Tournée de Richard Linklater : Colonel Willits
- 2018 : Gringo de Nash Edgerton : Angel Valverde
- 2018 : The Super de Stephan Rick : Julio
- 2019 : O.G. de Madeleine Sackler : Baxter

##### Années 2020
- 2025 : The Lost Bus de Paul Greengrass

#### Courts métrages
- 1998 : A Day Without a Mexican de Sergio Arau : Le restaurateur
- 2007 : Jesus Cooks Me Breakfast de Jason Antoon : Jésus
- 2010 : F--K de R.E. Rodgers : Yul
- 2012 : Father/Son de Bryan Reisberg : Le père
- 2016 : Beast or Raven d'Andreas Anastasis : L'homme
- 2018 : Some Bad News d'Alain Alfaro : Dr Richard Cranium

### Télévision

#### Séries télévisées
- 1992 : Les contes de la crypte (Tales from the Crypt) : Danny Darwin
- 1992 : Screenplay : Luis Salinas
- 1992–2001 : New York - Police judiciaire (Law & Order) : Un avocat du bureau du procureur / Eddie Vasquez
- 1993 : Le Retour des Incorruptibles (The Untouchables)
- 1994 : Walker, Texas Ranger : Emilio Durazo
- 1994 : Coach : Alberto Roca
- 1995–1998 : Seinfield : Bob
- 1995 : The Watcher
- 1996 : Les anges du bonheur (Touched by an Angel) : Tony Portino
- 1996 : Surfers détectives (High Tide)
- 1997 : Temporarily Yours : Luis
- 1998 : Trinity : Mr. Cupideros
- 2000–2002 : Courage le chien froussard (Courage the Cowardly Dog)
- 2001 : Big Apple : Officier Cruz
- 2001 : Sex and the City : Phil
- 2002 : Les Soprano (The Sopranos) : Reuben "Le Cubain"
- 2003 : Keen Eddie : Jonah Rosenthal
- 2008 : Fringe : George
- 2010 : New York, unité spéciale : Luis Montero (saison 11, épisode 15)
- 2010 : Futurestates : Philips
- 2011–2012 : Louie : Pedro
- 2012–2013 : The Good Wife : Cristián Romano
- 2012–2013 : Magic City : Victor Lazaro
- 2012–2013 : Treme : Détective Anthony Nikolich
- 2013 : New York, unité spéciale : Luis Montero (saison 14, épisode 22)
- 2014 : The Lottery : Président Tom Westwood
- 2014 : Person of Interest : Cyrus Wells
- 2016–2017 : Bloodline : l'homme à la chemise blanche (8 épisodes)
- 2016–2018 : Divorce : Craig Anders (6 épisodes)
- 2016 : Elementary : Arthur Tetch
- 2017 : Madam Secretary : Ted Fitzgerald
- 2017–2018 : Midnight, Texas : Révérend Emilio Sheehan
- 2018 : The Looming Tower : Jason Sanchez (5 épisodes)
- 2018 : FBI : Bryce Miller
- 2018 : Narcos : Mexico : John Gavin (5 épisodes)
- 2018 : SEAL Team : Andres Doza (2 épisodes)
- 2019 : I Am the Night : Billis (4 épisodes)
- 2019 : Poupée Russe (Russian Doll) : John Reyes (4 épisodes)
- 2020 : The Outsider : Yunis Sablo (10 épisodes)
- 2022 : Severance : Petey (4 épisodes)
- 2022 : Promised Land : Père Ramos (7 épisodes)
- 2022 : White House Plumbers : Bernard Barker (5 épisodes)
- 2022 : Godfather of Harlem : Jose Battle (9 épisodes)

#### Téléfilms
- 1993 : Strapped de Forest Whitaker : L'avocat de Latisha
- 1995 : The Price of Love de David Burton Morris : Rafael
- 1996 : Jake's Women de Glenn Jordan : Luigi
- 2012 : Le secret d'Eva (Lies in Plain Sigh) de Patricia Cardoso : Rafael Reyes
- 2014 : Babylon Fields de Michael Cuesta : Capitaine Matt Conte

## Doublage
- 2002 : Astérix & Obélix : Mission Cléopâtre d'Alain Chabat : Edifis (Jamel Debbouze) (voix anglaise)

## Jeux vidéo
- 2006 : Grand Theft Auto : Vice City Stories : Armando Mendez (voix)
- 2009 : Grand Theft Auto IV : The Ballad of Gay Tony

## Nominations
- 2008 : Nommé aux Screen Actors Guild Awards
- 2011 : Lunt-Fontanne Award for Ensemble Excellence
- 2011 : Nommé aux Gawad Urian Awards

## Voix françaises
| - Loïc Houdré dans : - The Good Wife (série télévisée) - Louie (série télévisée) - Rob the Mob - Elementary (série télévisée) - Midnight, Texas (série télévisée) - FBI (série télévisée) - Poupée russe (série télévisée) - The Outsider (série télévisée) - Damien Ferrette dans : - Infiltrator - O.G. (en) - Books of Blood - Alexis Victor dans : - Che, 1re partie - Che, 2e partie : Guerrilla - Jérôme Keen dans : - Capitaine Phillips - Person of Interest (série télévisée) | Et aussi - Vincent Ropion dans Le Retour des Incorruptibles (série télévisée) - Philippe Peythieu dans Magic City (série télévisée) - Julien Kramer dans Players - Erwin Grünspan (*1973 - 2021) dans Les Mémoires d'un assassin international - Jérôme Frossard dans Divorce (série télévisée) - Jean-Pascal Quilichini dans Madam Secretary (série télévisée) - Régis Reuilhac dans Narcos: Mexico (série télévisée) - Jean-Pierre Michaël dans Severance (série télévisée) - Serge Biavan dans White House Plumbers (en) (mini-série) |